# Лиза Кристиани
Лиза Кристиани (итал. Lisa Cristiani, настоящее имя Элиза Кретьен, фр. Elise Chrétien, по мужу Барбье, фр. Barbier; 24 декабря 1827, Париж — 2 октября 1853, Новочеркасск, Российская империя) — французская виолончелистка.

## Биография
После ранней смерти родителей воспитывалась бабушкой по матери и её мужем, художником Никола Александром Барбье, в дальнейшем вышла замуж за его сына Жюля Барбье.
Начала заниматься музыкой под руководством Огюста Вольфа, затем училась игре на виолончели у Бернара Беназе (1781—1846), ученика Бернхарда Ромберга. Дебютировала в 1844 г. концертами в Париже, Руане и Брюсселе, взяв в качестве псевдонима итальянизированную форму своего имени. Для выступлений Кристиани была приобретена виолончель работы Страдивари, ранее принадлежавшая Жану Луи Дюпору и в дальнейшем известная под её именем (Cristiani).
В 1845 году Л. Кристиани отправилась в продолжительное гастрольное турне, начав с Вены и объехав затем многие города Германии; наибольший успех она имела в Лейпциге, где стала первой виолончелисткой, выступившей с Оркестром Гевандхауса. Здесь с ней, в частности, познакомился Феликс Мендельсон, посвятивший ей одну из Песен без слов (Op. 109); другая посвящённая Кристиани пьеса — «Рожок пастуха» (фр. Le signal du pâtre) Арно Данкла. Далее последовала скандинавская часть турне, в ходе которой в 1846 г. в Копенгагене виолончелистке было присвоено почётное звание королевского камер-музыканта. Затем Кристиани вернулась в Германию, откуда через Ригу отправилась в Санкт-Петербург, где выступала весной 1847 года.
Последующие годы Кристиани провела в гастрольных разъездах по всей Российской империи. Через Москву она отправилась на восток и за три года проехала всю страну, выступив среди прочего в Казани, Тобольске, Омске, Томске, Красноярске, Иркутске, Якутске и добравшись до самого Петропавловска, где дала бесплатный концерт в доме камчатского губернатора (Василия Завойко). По воспоминаниям М. Д. Францевой,

m-lle Христиани, дававшая концерты во Франции и Германии с большим успехом, <р>ешилась поехать в Сибирь, вероятно, желая испытать новые впечатления. Она пленила нас в Тобольске не только своею восхитительною игрою на виолончели, но и своею любезностью и игривостью ума. Узнав, что супруга генерал-губернатора графа Муравьёва-Амурского француженка, Христиани поехала в Омск и так понравилась графине Муравьёвой, которая сопровождала всегда своего мужа в объездах вверенного его управлению обширного края, что она предложила Христиани сопутствовать им. Путешествие было очень трудное, пришлось тащиться верхом в Охотск и Камчатку; доехав до Петропавловского порта, они встретили там французское купеческое судно. Графине Муравьёвой пришла мысль посоветовать Христиани дать концерт. Восторг и удивление французских матросов были неописанные.

Вернувшись в Москву в марте 1850 года, Кристиани отправилась в 1852 году в новую поездку по империи, выступив в Вильне, Харькове, Чернигове, Киеве, Одессе, Тифлисе, Ставрополе, Грозном и Владикавказе; её последний концерт состоялся 18 (30) июля 1853 года в Пятигорске, запись об этом сделал в своём дневнике слушавший её Лев Толстой.
В сентябре 1853 года Кристиани прибыла в Новочеркасск, где заразилась холерой и вскоре умерла. Её виолончель через французского посла в Константинополе Эдуара Тувнеля была возвращена в Париж в 1857 году. Письма Кристиани из России с рассказами о её путешествиях публиковались в 1860 г. в Journal des débats и в 1863 г. в журнале Le Tour du Monde; вторая часть писем, как было установлено в 2011 г., в значительной степени является подделкой.

## Творчество
Кристиани считается первой значительной профессиональной виолончелисткой в истории, хотя вообще женщины играли на инструментах этого типа по меньшей мере с середины XVII века. Её выступления привлекали к себе внимание не в последнюю очередь благодаря непривычной картине виолончели в женских руках. Репертуар Кристиани состоял, главным образом, из лёгкой музыки: обработок популярных мелодий, фантазий на темы известных опер.